# Shahrestān di Gonbad-e Kavus
Lo Shahrestān di Gonbad-e Kavus (in persiano شهرستان گنبد کاووس‎, Shahrestān Gonbad-e Kāvūs) è uno dei 14 shahrestān della provincia del Golestan, in Iran. Il capoluogo è Gonbad-e Kavus. Lo Shahrestān è suddiviso in 2 circoscrizioni (bakhsh): 
- Centrale (بخش مرکزی)
- Dashli Borun (بخش داشلی‌ برون), capoluogo Incheh Borun.